# Olga Alexandrowna Schor
Olga Alexandrowna Schor (russisch Ольга Александровна Шор; * 8. Septemberjul. / 20. September 1894greg. in Moskau; † 11. Mai 1978 in Rom) war eine russische bzw. sowjetische Kunsthistorikerin und Literaturwissenschaftlerin (Pseudonym Olga Deschartes).

## Leben
Schor stammte aus einer Künstlerfamilie. Ihr Vater Alexander Solomonowitsch Schor (1864–1939) besaß eine Flügelfabrik und war nach der Oktoberrevolution Klavierstimmer. Die Mutter Rosa Moissejewna Schor gehörte zur Gesellschaft der Freien Ästhetik. Der Pianist David Schor war ein Onkel. Ihre Geschwister Wera und Juri spielten Violine bzw. Violoncello. Während des Besuchs des Mädchengymnasiums der Fürstin S. N. Golizyna (Abschluss mit Goldmedaille) besuchte sie gegen die Vorschriften die Vorlesungen des Dichters Wjatscheslaw Iwanow, der in der Gesellschaft der Freien Ästhetik auftrat. Sie ließ sich russisch-orthodox taufen. Lew Tolstoi besuchte die Familie Schor.
Ab 1911 studierte Schor in Moskau in den von Wladimir Guerrier gegründeten Moskauer Höheren Kursen für Frauen (ab 1918 die 2. Moskauer Universität und seit 1930 Pädagogische Staatliche Universität Moskau) in der Philosophischen Fakultät, in der Gustav Speth lehrte. Im Sommersemester 1912 hörte sie an der Universität Freiburg die Vorlesungen Heinrich Rickerts und gehörte zum Kreis der russischen Neukantianisten mit Sergiusz Hessen und Fedor Stepun. Zum Abschluss des Studiums in den Höheren Kursen für Frauen verteidigte sie 1916 ihre Diplomarbeit über Fichtes Gnoseologie.
Nach der Oktoberrevolution arbeitete Schor als Lektorin an der Volksuniversität beim Volkskommissariat für Bildung der RSFSR und 1923–1926 an der Staatlichen Akademie der Kunstwissenschaften.
Als Wjatscheslaw Iwanow auf der Durchreise von Baku nach italien 1924 nach Moskau kam, wurde Schor mit ihm im Haus Michail Gerschensons bekannt. Nun sorgte sie im Auftrag Iwanows für die Herausgabe seiner Werke in der UdSSR. Sie verteidigte seine Autorenrechte und vertrat seine Interessen in der Zentralkommission zur Verbesserung des Lebens der Wissenschaftler und im Volkskommissariat für Bildung und schickte ihm regelmäßig Berichte aus Moskau nach Rom.
Mit Unterstützung Olga Signorellis verließ Schor 1927 Moskau, um nach Italien zu reisen. Unterwegs verbrachte sie einige Wochen in Dresden bei Fedor Stepun. In Rom schloss sie sich der Familie Iwanow an und lebte dort bis zu ihrem Tode. Sie beschäftigte sich mit den Werken Michelangelos und Leon Battista Albertis. Im Februar 1929 versuchte sie, Maxim Gorki in Sorrent zu treffen, um mit seiner Hilfe von der sowjetischen Regierung eine Pension und Veröffentlichungsmöglichkeiten für Iwanow zu erlangen. Sie reiste in Gesellschaft des Polarforschers Rudolf Samoilowitsch, des Fliegers Boris Tschuchnowski und des Arztes Srednewski des Eisbrechers Krassin.
Als Iwanow 1931–1934 im Collegio Borromeo in Pavia arbeitete, war Schor dort Sekretärin im Istituto di finanza.
Zusammen mit Olga Signorelli interessierte sich Schor für Medizin, Kunst und anthroposophische Praktiken. Trotz ihrer russisch-orthodoxen Kirchenzugehörigkeit führte sie Séancen durch.
Den Haushalt der Familie Iwanow führte Schor, die auch Iwanow auf seinem Weg zur Arbeit im Päpstlichen Collegium Russicum und zurück begleitete. Sie nahm nicht die italienische Staatsbürgerschaft an, obwohl ihr das viele Schwierigkeiten bereitete.
Nach dem Tod Iwanows 1949 widmete sich Schor weiter bis zu ihrem Tode der Sammlung und Ordnung seines Nachlasses und der Veröffentlichung seiner Werke.